# Passo di Cirone
Il passo di Cirone (1.255 m) è un valico dell'Appennino Tosco-Emiliano che separa la Toscana dall'Emilia ed in particolare la provincia di Massa e Carrara da quella di Parma. Il passo è attraversato dalla Strada Provinciale 42 che diventa la Strada Provinciale 108 in territorio emiliano.
Dal passo di Cirone si accede, in territorio emiliano, al Parco nazionale dell'Appennino Tosco-Emiliano.

## Storia
Il passo di Cirone si trova lungo la Via del Sale, cioè quel percorso che attraversava gli Appennini e che nel medioevo era utilizzato per contrabbandare il sale dalla Toscana all'Emilia. In realtà la Via del Sale  non era costituita da un'unica strada chiaramente identificabile, ma piuttosto da una ragnatela di sentieri  impervi che si intersecavano in più punti. Questi  percorsi erano utilizzati anche da viandanti e pellegrini e dotata di diversi punti di ristoro e ricovero, detti ospitali. È proprio la localizzazione di questi ultimi che ha consentito di ricostruire uno dei tracciati principali della Via del Sale che da Parma passava per Langhirano, quindi saliva a Beduzzo, si inoltrava nel territorio di Corniglio a Ballone, passava per le frazioni di Sesta e Bosco, e poi valicava il passo di Cirone per scendere in Toscana nella Val di Magra.

## Monumenti e luoghi di interesse

### Chiesa della Madonna dell'Orsaro
Eretta nello stile romanico delle cappelle di montagna, venne costruita solamente nel nuovo millennio, in occasione del Giubileo del 2000 e inaugurata nel 2003. Lo scultore lunigianese Luciano Preti decorò l’edificio con sculture, formelle e bassorilievi tutti ruotanti intorno agli episodi dell’Arca di Noe (la base dell'altare è infatti una piccola arca marmorea) e ai fatti della vita di Cristo.